# Belfaux
Belfaux (toponimo francese; in tedesco Gumschen, desueto) è un comune svizzero di 3 388 abitanti del Canton Friburgo, nel distretto della Sarine.

## Storia
Il 1° gennaio1977 ha inglobato il comune soppresso di Cutterwil e il 1° gennaio  2016 quello di Autafond.

## Monumenti e luoghi d'interesse

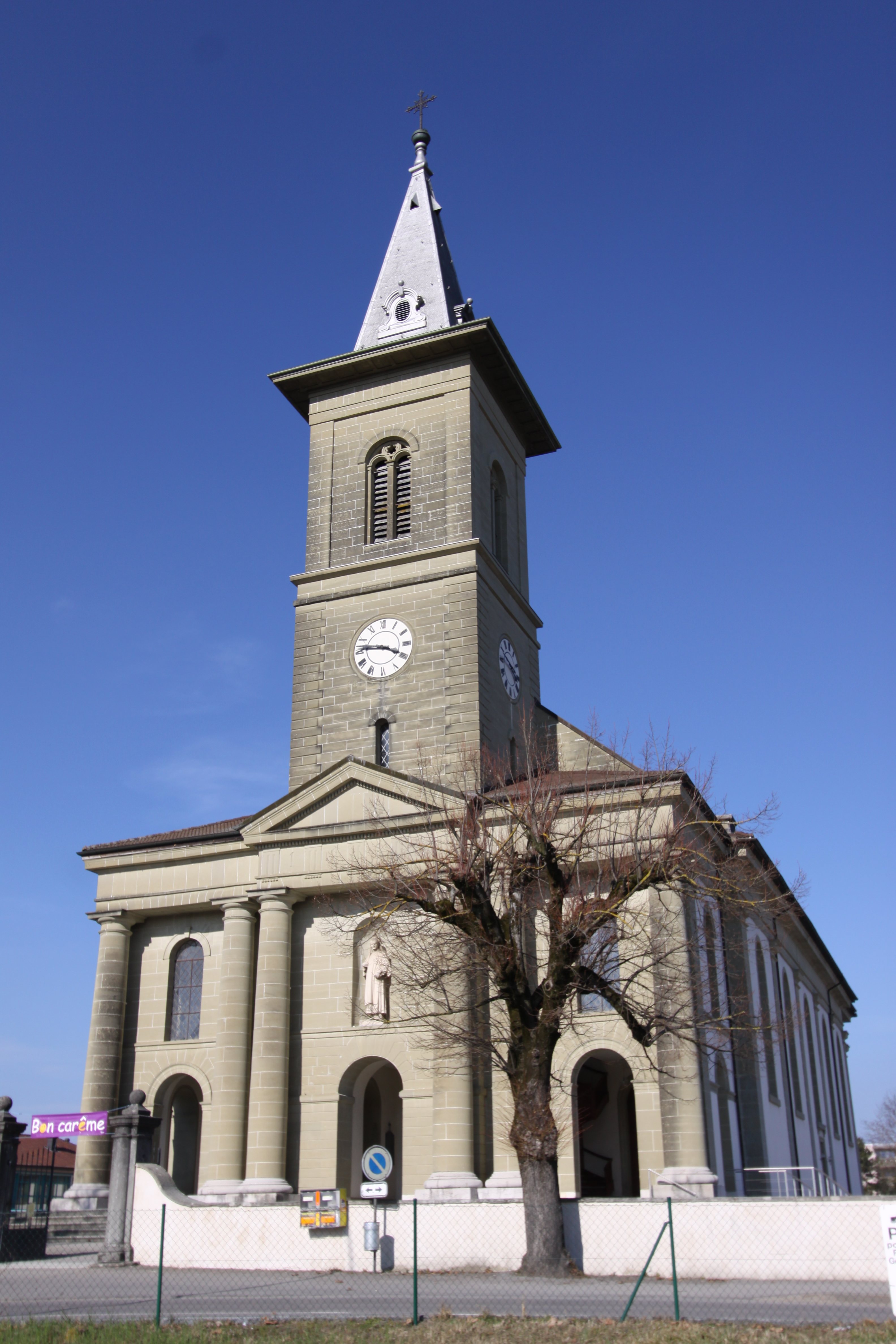
La chiesa cattolica di Santo Stefano

- Chiesa cattolica di Santo Stefano, attestata dal 1138 e ricostruita nel 1851 da Fidel Leimbacher[1].

## Società

### Evoluzione demografica
L'evoluzione demografica è riportata nella seguente tabella:
Abitanti censiti

## Infrastrutture e trasporti
Belfaux è servito dalle stazioni di Belfaux CFF, sulla ferrovia Friburgo-Yverdon, e di Belfaux-Village, sulla ferrovia Friburgo-Morat-Ins.

## Amministrazione
Ogni famiglia originaria del luogo fa parte del comune patriziale che ha la responsabilità della manutenzione di ogni bene comune.